# Robert Lapoujade
Robert Lapoujade (* 3. Januar 1921 in Montauban, Département Tarn-et-Garonne; † 17. Mai 1993 in Bellot, Département Seine-et-Marne) war ein französischer Maler und Regisseur.

## Leben und Wirken
Lapoujade stammte aus einer alteingessenen Familie von Bäckern und Konditoren. Als sein Vater 1932 starb, verließ Lapoujade die Schule ohne Abschluss und arbeitete die folgenden sieben Jahre im elterlichen Betrieb und als Küchenhilfe in einem Restaurant. Aus dieser Zeit stammen auch seine ersten künstlerischen Versuche, die er 1939 in seiner Heimatstadt in einer Ausstellung präsentieren konnte.
Während des Zweiten Weltkriegs war Lapoujade im Château d’Uriage beschäftigt. Er schuf für das dortige Theater die Kulissen und Kostüme. Gleichzeitig fungierte er unter dem Pseudonym „Lucien Reynaud“ als Strohmann für jüdische Franzosen, die dem Service du travail obligatoire (STO) entgehen wollten. Im Sommer 1942 ging Lapoujade nach Paris, wo er im 6. Arrondissement eine Wohnung fand.
Zu Kriegsende machte Lapoujade die Bekanntschaft der Verleger Jean Bardet und Paul Flammand und schuf für ihren Verlag Éditions du Seuil das Logo und mehrere Buchillustrationen. Mit deren Unterstützung konnte er dann 1947 seine erste Ausstellung in Paris abhalten.
Über Francis Jeanson kam er 1958 zu dessen Réseau Jeanson und blieb diesem auch zwei Jahre lang verbunden. Am 1. September 1960 gehörte er auch zu den Unterzeichnern des Manifestes der 121.
Zwischen 1980 und 1986 berief man Lapoujade zum Dozenten an die École nationale supérieure des arts décoratifs (Grande école).
Mit 72 Jahren starb Robert Lapoujade am 17. Mai 1993 in Bellot und fand dort auch seine letzte Ruhestätte.

## Ehrungen
- 1968 Premio speziale delle Giurna (Internationale Filmfestspiele von Venedig) für seinen Film Le Socrate
- 1977 César für Un comédien sans paradoxe
- 2011 Der Place Lapoujade in Montauban wurde ihm zu Ehren benannt.
- Die Rue Lapoujade in Bellot wurde ihm zu Ehren benannt

## Filmografie
- Trois portraits d'un oiseau qui n'existe pas. 1963 (nach einem Gedicht von Claude Aveline)
- Le Socrate. 1968.
- Le sourire vertical. 1973.
- Un comédien sans paradoxe. 1976.